# Glykolethery

ethylenglykolmonomethylether, sloučenina patřící mezi glykolethery

Glykolethery jsou chemické sloučeniny, jejichž molekuly obsahují etherové skupiny a jsou odvozené od dvojsytných alkoholů, nazývaných dioly nebo glykoly, jsko jsou ethylenglykol a propylenglykol. Používají se jako rozpouštědla v barvách a čisticích prostředcích. Jsou dobrými rozpouštědly a mají vyšší teploty varu než nízkomolekulární ethery a alkoholy.

## Druhy
Glykolethery se dělí na dva typy: E, vyrobené z ethylenoxidu, a P, získávané z propylenoxidu. E-glykolethery bývají složkami léků, opalovacích krémů a další kosmetiky, inkoustů, a barev s obsahem vody, zatímco P-glykolethery se používají hlavně jako přísady do odmašťovačů, čističů, aerosolových barev, a lepidel. Oba druhy lze použít jako meziprodukty dalších reakcí, kterými vznikají glykoldiethery a acetáty glykoletherů.

## Vliv na zdraví
Na začátku 90. let 20. století byla u žen pracujících v továrnách na polovodiče zjištěna zvýšená četnost samovolných potratů, přičemž byla připsána glykoletherům používaným ve vrstvách pokrývajících polovodiče.
Vystavení glykoletherům může snižovat pohyblivost spermií.

## Rozdělení

### Rozpouštědla
- Ethylenglykolmonomethylether (2-methoxyethanol, CH3OCH2CH2OH)
- Ethylenglykolmonoethylether (2-ethoxyethanol, CH3CH2OCH2CH2OH)
- Ethylenglykolmonopropylether (2-propoxyethanol, CH3CH2CH2OCH2CH2OH)
- Ethylenglykolmonoisopropylether (2-isopropoxyethanol, (CH3)2CHOCH2CH2OH)
- Ethylenglykolmonobutylether (2-butoxyethanol, CH3CH2CH2CH2OCH2CH2OH), rozpouštědlo pro barvy, laky, čisticí prostředky a inkousty
- Ethylenglykolmonofenylether (2-fenoxyethanol, C6H5OCH2CH2OH)
- Ethylenglykolmonobenzylether (2-benzyloxyethanol, C6H5CH2OCH2CH2OH)
- Propylenglykolmethylether (1-methoxy-propan-2-ol, CH3OCH2CH(OH)CH3)
- diethyleglykolmonomethylether (2-(2-methoxyethoxy)ethanol, CH3OCH2CH2OCH2CH2OH)
- diehylenglykolmonoethylether (2-(2-ethoxyethoxy)ethanol, CH3CH2OCH2CH2OCH2CH2OH)
- diethylenglykolmono-n-butylether (2-(2-butoxyethoxy)ethanol, CH3CH2CH2CH2OCH2CH2OCH2CH2OH)
- Dipropylenglykolmethylether
- C12-15 pareth-12, polyethyleglykolether používaný v kosmetice jako emulgátor

### Dialkylethery
- Ethylenglykoldimethylether (dimethoxyethan, CH3OCH2CH2OCH3), výševroucí náhrada diethyletheru a tetrahydrofuranu, také se používá jako rozpouštědlo polysacharidů, jako činidlo v organokovové chemii, a v některých elektrolytech lithium-iontových akumulátorů.
- Ethylenglykoldiethylether (1,2-diethoxyethan, CH3CH2OCH2CH2OCH2CH3)
- Ethylenglykoldibutylether (dibutoxyethan, CH3CH2CH2CH2OCH2CH2OCH2CH2CH2CH3)

### Estery
- Ethylenglykolmethylether-acetát (2-methoxyethylacetát, CH3OCH2CH2OCOCH3)
- Ethylenglykolmonoethylether-acetát (2-ethoxyethylacetát, CH3CH2OCH2CH2OCOCH3)
- Ethylenglykolmonobutylether-acetát (2-butoxyethylacetát, CH3CH2CH2CH2OCH2CH2OCOCH3)
- Propylenglykolmethyletheracetát (1-methoxypropan-2-yl-acetát)